# Vauxhall Velox
La Velox è un'autovettura prodotta dalla Vauxhall in varie serie dal 1948 al 1965.

## Il contesto
Lanciata come vettura mid-size, la Velox diventò in seguito un modello di grandi dimensioni per famiglie e quindi fu in concorrenza, nel Regno Unito, con la tipologia di vetture a cui apparteneva, ad esempio, la Ford Zephyr. La Velox è stata presentata al pubblico nell'ottobre del 1948 al salone dell'automobile di Londra come modello successore della Vauxhall Fourteen. Tra il 1948 ed il 1957, la Velox condivise il corpo vettura con la meno potente Vauxhall Wyvern. Quest'ultima, infatti, aveva installato un motore a quattro cilindri in linea, mentre la Velox aveva in dotazione un propulsore a sei cilindri in linea. Dal 1957 al 1965 la Velox condivise invece la carrozzeria con la più lussuosa Vauxhall Cresta.
Le Velox e le Opel Kapitän sono ricordate per aver avuto una linea che era simile a quella dei modelli contemporanei nordamericani. Questa similitudine diventò più marcata con l'introduzione nel 1957 della serie PA della Velox.
Tutte le serie della Velox possedevano in motore installato anteriormente e la trazione posteriore.

## La Velox LIP (1948–1951)

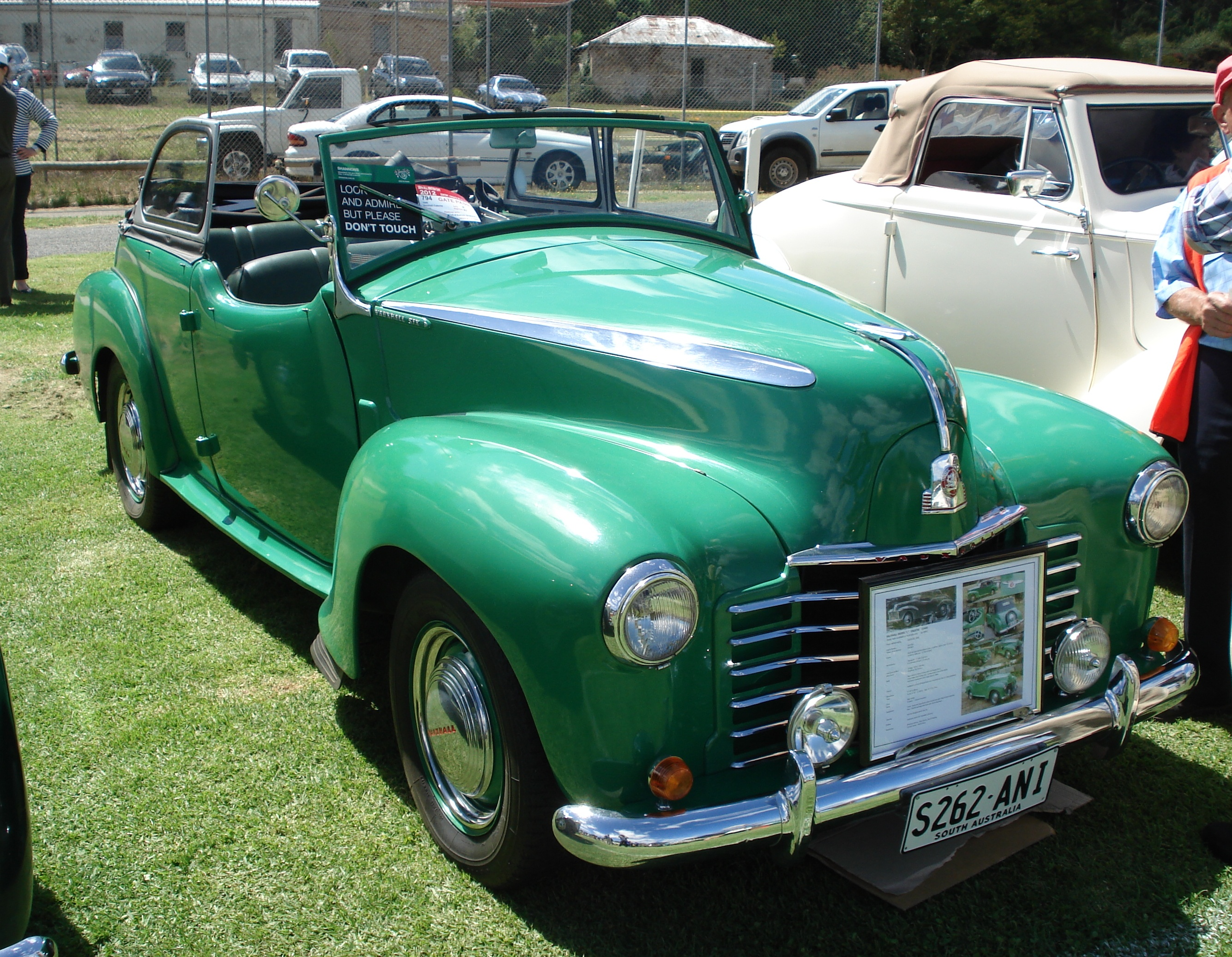
Una Vauxhall Velox Caleche L roadster prodotta in Australia

La prima serie della Velox, la LIP, era commercializzata con un solo genere di carrozzeria, vale a dire berlina quattro porte. Era disponibile con un solo tipo di motore, cioè un sei cilindri in linea a valvole laterali da 2.275 cm³ di cilindrata. Esso erogava 54 CV di potenza e permetteva al modello di raggiungere una velocità massima di 119 km/h. La potenza era trasmessa alle ruote posteriori tramite un cambio manuale a tre rapporti che era caratterizzato dall'avere le due marce più alte sincronizzate.
Tra le opzioni era offerto l'impianto di riscaldamento che forniva aria, grazie al posizionamento in più punti di bocchette, sia alla parte anteriore dell'abitacolo che a quella posteriore. Inoltre era possibile avere, come optional, un'autoradio AM. Il corpo vettura era condiviso con la Vauxhall Wyvern e presentava delle caratteristiche che sarebbero state presenti sulle Velox fino al 1957. Gli interni della Velox non erano molto differenti da quelli della Wyvern, anche se erano più ricercati. Ad esempio, erano realizzati con materiali migliori ed era presente un bracciolo per i sedili posteriori.
Questa serie di Velox venne prodotta a Luton (Inghilterra), Bienne (Svizzera), a Petone (Nuova Zelanda) ed in Australia.
Un esemplare della Velox LIP è stato provato dalla rivista The Motor nel 1949. Durante il test vennero registrate una velocità massima di 119,3 km/h ed un'accelerazione da 0 a 97 km/h di 22,8 secondi. Il consumo di carburante fu di 12,7 L/100 km. Il modello utilizzato nel test costò 550 sterline incluse le tasse.

## Le Velox EIP e EIPV (1951–1957)

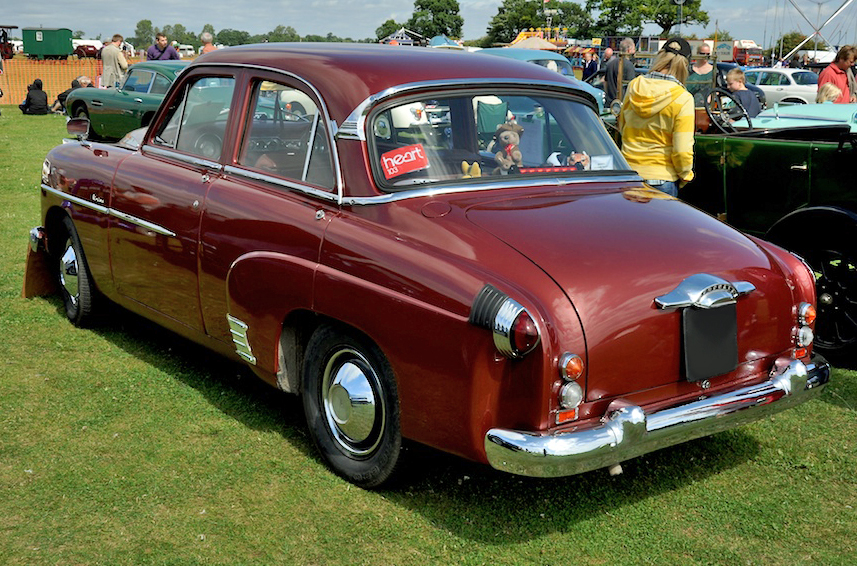
Il retro di una Vauxhall Velox EIPV del 1956

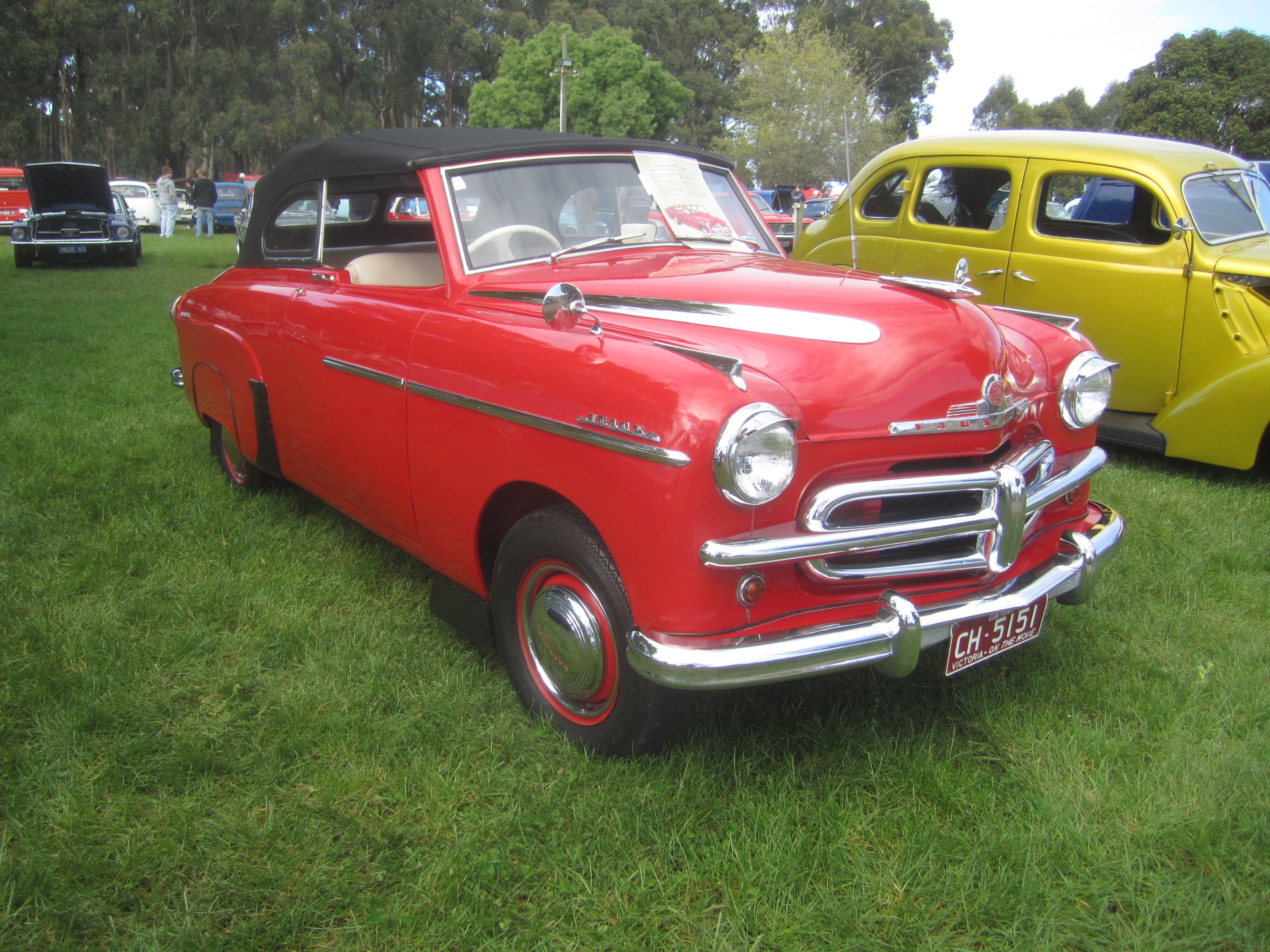
Una Vauxhall Velox EIP cabriolet

Nel 1951 fu lanciata la nuova serie della Velox, che era caratterizzata dall'avere una lunghezza ed una larghezza superiori. Ad essa venne associato il nome EIP. Questa nuova generazione del modello possedeva una carrozzeria ponton ed era caratterizzata dall'avere una struttura a monoscocca. Il corpo vettura era, anche in questo caso, condiviso con la Wyvern. Il modello venne lanciato con il medesimo motore della serie precedente, a cui però venne aumentata la potenza a 58 CV. La Wyvern e la Velox erano assemblate anche a Peton, in Nuova Zelanda.
Un esemplare venne provato dalla rivista specializzata The Motor nel 1951. In questo test vennero registrate una velocità massima di 124,6 km/h ed un'accelerazione da 0 a 97 km/h di 23,7 secondi. Il consumo di carburante fu di 12 L/100 km. Il modello utilizzato nel test costò 802 sterline incluse le tasse. Nello stesso anno, la rivista citata provò anche una Ford Zephyr Six provvista di autoradio, impianto di riscaldamento e sedili in pelle. L'esemplare oggetto della prova costò 842 sterline.
Nel 1952 la Velox EIP fu aggiornata e cambiò nome EIPV. Nell'occasione ebbe in dotazione un nuovo motore a sei cilindri in linea da 2.262 cm³ superquadro che ebbe una genesi piuttosto lunga. Esso erogava 64 CV, anche se nella versione ad alto rapporto di compressione (7,6:1) la potenza sviluppata aumentava a 68 CV. Questo nuovo propulsore sostituì quello precedente da 2.275 cm³.
Un esemplare della Velox EIPV fu provato nel 1952 dalla rivista The Motor. Vennero registrate una velocità massima di 129,4 km/h ed un'accelerazione da 0 a 97 km/h di 21,4 secondi. Il consumo di carburante fu di 12 L/100 km. Il modello utilizzato nel test costò 833 sterline.
Nel 1952 il modello fu oggetto di un importante facelift, nell'occasione del quale fu aggiornata la calandra e venne introdotta una vettura "gemella", la Vauxhall Cresta. Oltre all'equipaggiamento superiore, la Cresta si distingueva anche per la verniciatura bicolore.
L'industria automobilistica statunitense in questo periodo perseguì una politica aziendale volta a sottoporre i propri modelli a facelift annuali, e la Vauxhall seguì questa tendenza annunciando degli aggiornamento sulle Velox/Wyvern, effettuati poi nel 1956 e nel 1957, che comportarono la modifica dei finestrini, del lunotto, della calandra e degli indicatori di direzione nel primo anno citato, e l'installazione di tergicristalli elettrici, di più larghi fanali posteriori e di una calandra completamente rivista nel secondo anno menzionato. Da un punto di vista tecnico, non ci furono però cambiamenti fino all'ottobre del 1957, quando venne introdotta una nuova serie di Velox, la PA.
Le serie EIP/EIPV della Velox, che erano provviste di cambio manuale a tre rapporti, vennero prodotte a Luton (Inghilterra), in Australia ed a Petone (Nuova Zelanda).

## La Velox PA (1957–1962)

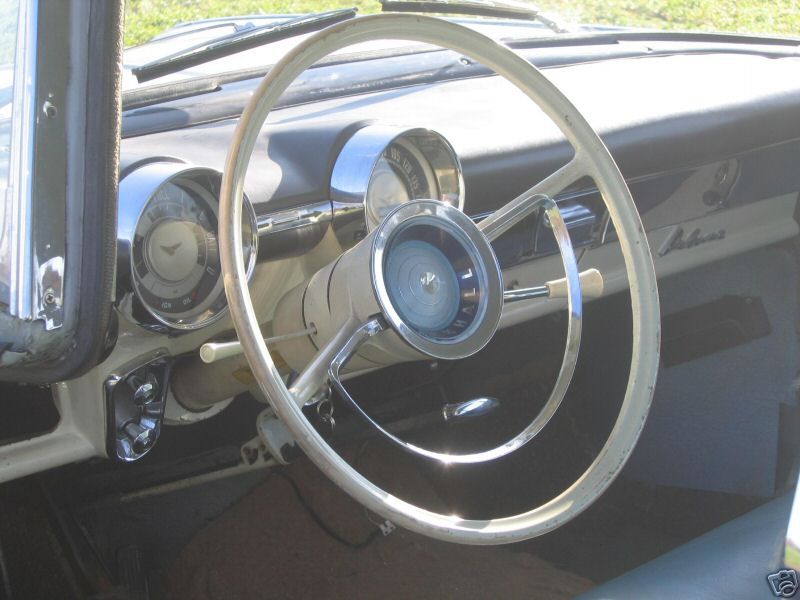
Gli interni di una Velox PA del 1959

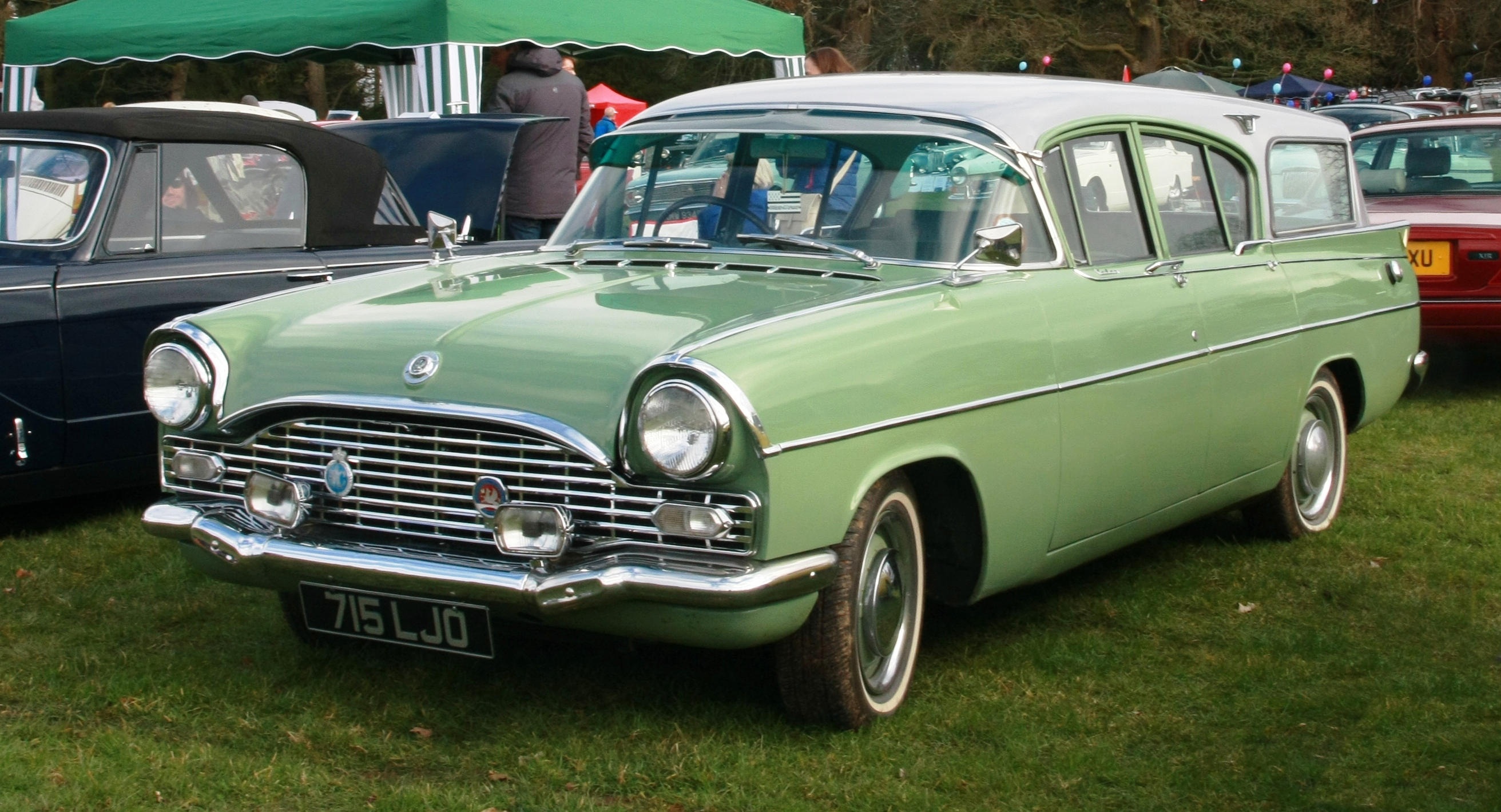
Una Vauxhall Velox PA familiare del 1961

Al salone dell'automobile di Londra del 1957 la Vauxhall presentò le nuove versioni della Velox e della Cresta, che furono denominate "PA". Il particolare che le distingueva maggiormente era il parabrezza avvolgente che era combinato ad un grande lunotto posteriore diviso i tre parti. La concomitanza di entrambe le vetrature, permetteva agli occupanti della vettura di avere una grande visibilità.
La parte posteriore della nuova Velox era caratterizzata dalla presenza di "pinne". Questa novità stilistica fu ispirata da una tendenza dell'industria automobilistica statunitense dell'epoca che prese piede con la Ford Zephyr. Due anni dopo, le pinne posteriori comparvero anche in Europa su modelli come la Fiat 2100, l'Austin Cambridge e la Peugeot 404. All'interno, la Velox PA era contraddistinta da una fila di sedili anteriori a divanetto e dalla leva del cambio montata sul piantone dello sterzo. In Nuova Zelanda, la Velox PA venne anche utilizzata come auto di servizio della polizia.
La Velox PA era dotata del motore da 2.262 cm³ già installato sulla serie precedente. Questo propulsore fu però aggiornato, ed ora sviluppava 93 CV. Anche questa serie di Velox si distingueva dalla Cresta per l'allestimento, che su quest'ultima era superiore.
La Velox PA fu oggetto del primo facelift nell'ottobre 1959, nell'occasione del quale la calandra fu ingrandita. Inoltre, il lunotto frazionato in tre parti venne sostituito da un vetro realizzato in un solo pezzo.
Nell'ottobre del 1960 la Velox fu oggetto di un altro facelift. In occasione di questo aggiornamento, furono installate nuove luci posteriori, vennero modificate le pinne posteriori (che non includevano più gli indicatori di direzione) e fu montato un nuovo cruscotto che aveva al suo interno dei quadranti rotondi in luogo di quelli rettangolari della serie precedente.
In occasione di questo facelift, fu introdotto un nuovo motore a sei cilindri in linea che possedeva una cilindrata di 2.651 cm³ ed erogava 95 CV. Questa serie di Velox venne assemblata a Luton (Inghilterra) ed a Petone (Nuova Zelanda). Il modello neozelandese venne anche prodotto in versione auto della polizia.
Della versione PA fu anche prodotta la versione familiare cinque porte, che venne assemblata da un carrozziere indipendente, Martin Walter.
La Velox e la Cresta continuarono ad essere prodotte senza cambiamenti significativi fino all'autunno del 1962.  Nell'anno citato ci furono delle novità di secondaria importanza. Fu infatti introdotto un cruscotto verniciato in modo tale da sembrare di legno, venne spostato di posizione il posacenere, i tergicristalli furono allungati e venne diminuito il numero degli strumenti per permettere l'ingrandimento degli indicatori rimanenti.

## La Velox PB (1962–1965)
L'ultima serie della Velox fu lanciata insieme alla Cresta PB al salone dell'automobile di Londra nell'ottobre del 1962. Questa generazione di Velox fu la più grande mai costruita. In particolare, era più larga e lunga della diretta concorrente nel mercato britannico, la Ford Zephyr. L'eliminazione delle pinne posteriori enfatizzò ulteriormente la lunghezza del modello. La nuova serie era più sobria di quelle precedenti, che erano caratterizzate infatti da uno stile piuttosto vistoso. La potenza del motore della serie precedente, che era disponibile anche su questa generazione di Velox, fu aumentata a 115 CV. Due anni dopo il lancio, venne introdotto un motore a sei cilindri in linea più potente da 3.294 cm³. Questo propulsore rimase nei listini un solo anno, quello finale, ed erogava 115 CV. Il motore da 2.651 cm³ fu invece conservato per alcuni mercati esteri.
Nel 1965, ultimo anno di produzione, fu installata una nuova calandra, vennero montati dei nuovi fanali posteriori e fu installato un doppio sistema di scarico. Inoltre, furono previsti nuovi interni, ed il cambio automatico Hydramatic a tre velocità venne sostituito da una trasmissione automatica Powerglide a due rapporti. Questa serie di Velox venne assemblata a Luton (Inghilterra), a Petone (Nuova Zelanda) ed in Australia. Anche in questo caso, il modello neozelandese venne prodotto anche in versione auto della polizia. Il motore più popolare per questa versione speciale fu quello da 3,3 L.
Nell'ottobre del 1965 venne introdotta la Cresta PC, che era equipaggiata dal medesimo motore da 3.294 cm³ che si poteva trovare sulla Velox PB. Della Velox, però, non fu lanciata nessuna nuova serie. Il suo posto venne preso dalla Cresta versione base. La gamma era poi completata dalla Cresta Deluxe e dalla Viscount, che era la versione più lussuosa del modello. Anche questa serie di Velox fu offerta in versione familiare cinque porte.